# 古代エジプトのグライダー

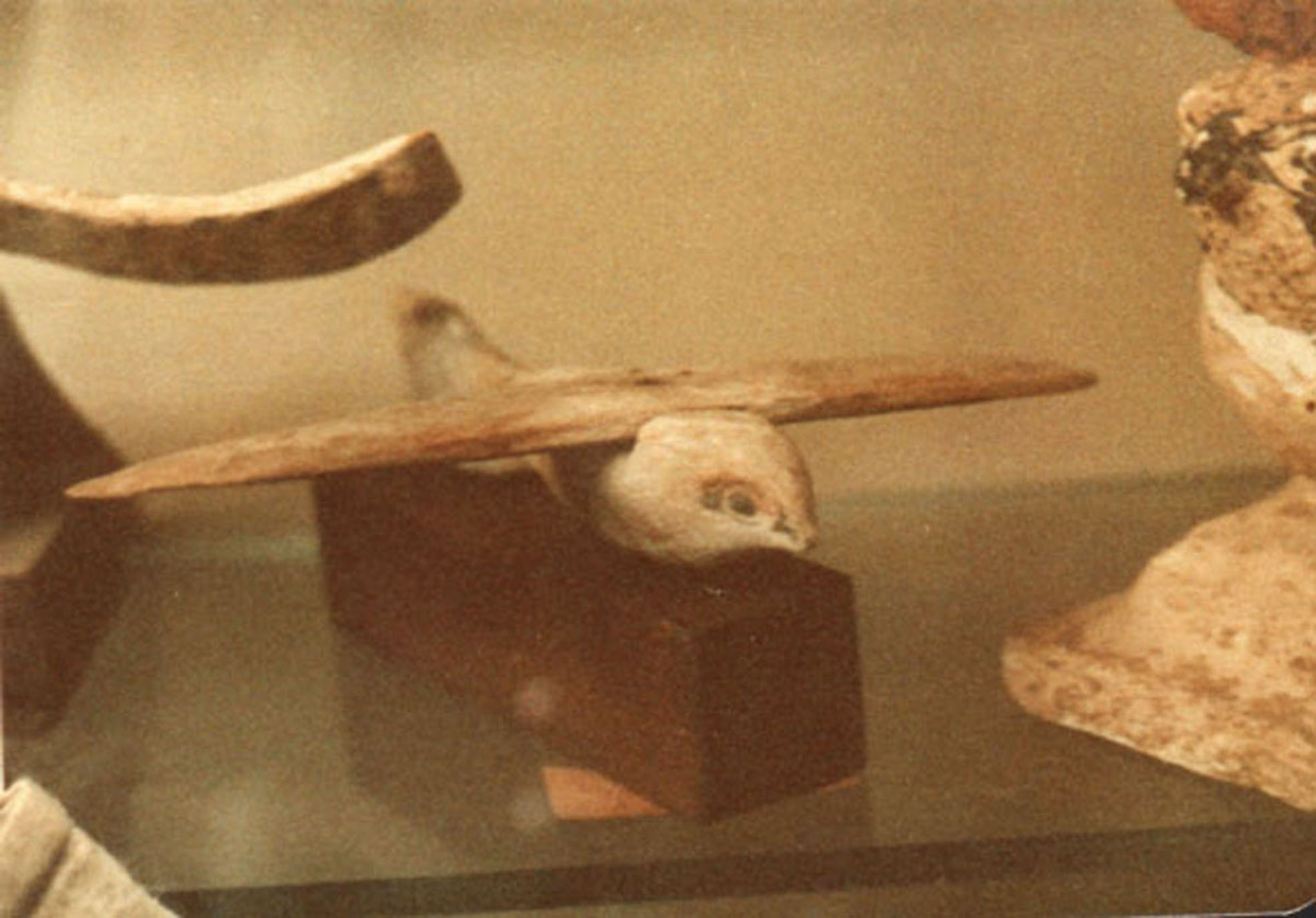
前から見た古代エジプトのグライダー。

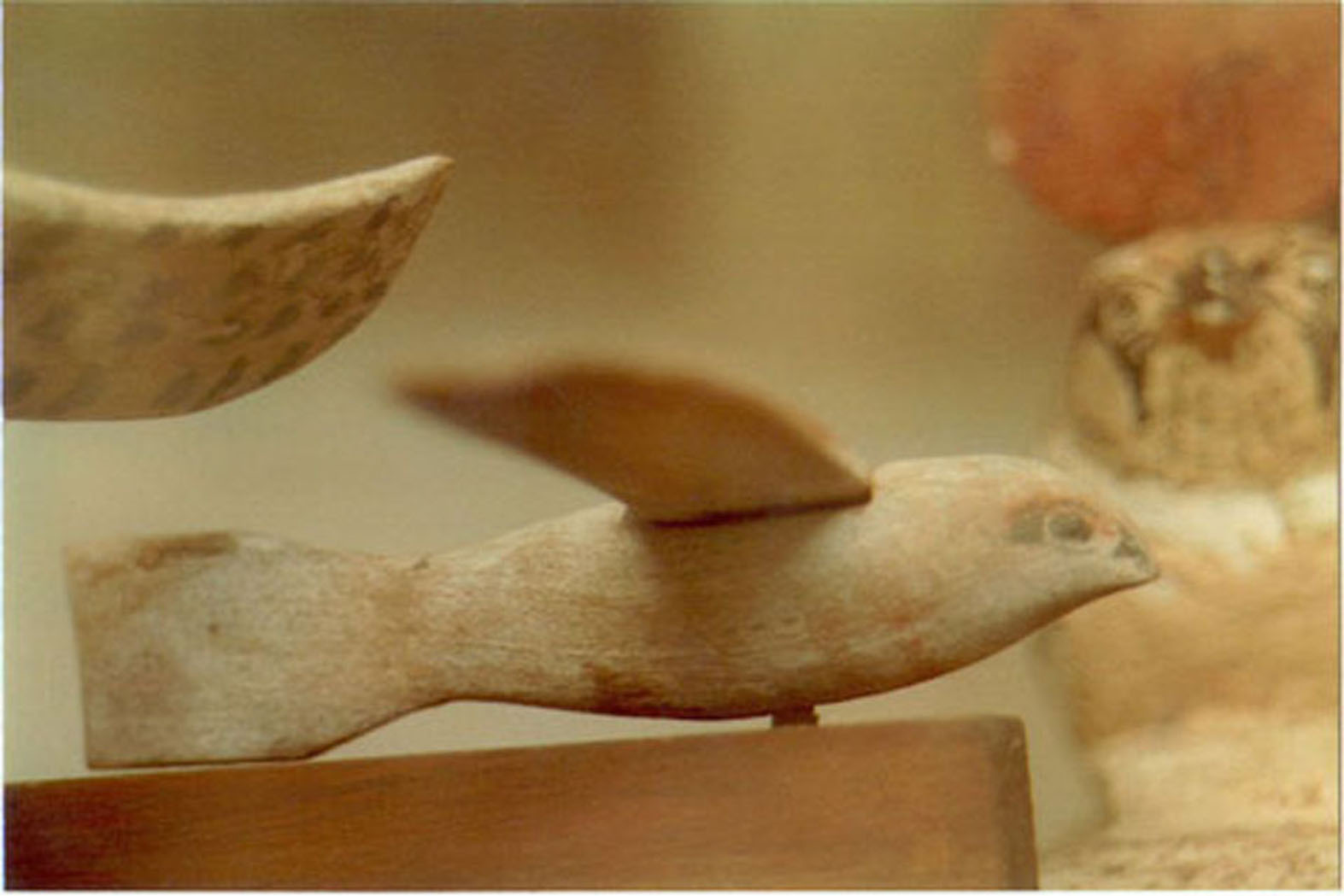
古代エジプトのグライダーの側面。

古代エジプトのグライダー （こだいエジプトのグライダー、サッカラ・バード(Saqqara Bird)）とは、紀元前200年前後のプトレマイオス朝時代の墳墓から発掘された、15センチほどの木製品のことである。
航空機が誕生していない1898年の発見当初は鳥の模型と言われていたが、カリル・メシハ（Khalil Messiha）という医学博士はこれを飛行機だと主張した。彼が同様の模型を作成して飛ばしたところ、かなりの距離を滑空することが判明したと言う。軽量のいちじくの木で作られていることから、模型を小型飛行機の大きさに拡大しても十分に飛行が可能であるとも言われている。エジプト文化省が考古学者や航空力学の専門家を集めて行った検証によれば翼型は中央が高く揚力の原理に一致しており、左右の翼端はコンコルドに似て下方に反り安定を保つに適した形状をしていた。このためオーパーツであると主張する者もいる。
だが、オーパーツ扱いする本では後方から撮影して翼で要部が隠れてしまった写真を示し、前方や側面から撮影した写真を敢えて載せないが、実物には立派な目とくちばしがついており、鳥の模型と判る。さらに、この模型を操縦機構を持たない自由飛行型模型飛行機として見た場合、主翼と垂直尾翼は備えているといえるが、水平尾翼に相当する部分がないため、ピッチ安定が極めて不充分であり、また主翼には上反角が付いていないため、ロール安定性にも乏しい。このため、「同様の模型がかなりの距離を滑空した」という証言には疑問が持たれている。
カイロの博物館では、この模型を一時「グライダーの模型」として公開していたが、現在では公開していない。